# 1974년 박대통령컵 쟁탈 아시아축구대회
1974년 박대통령컵 쟁탈 아시아축구대회는 대한축구협회에서 주관하는 코리아컵의 4번째 대회이다. 총 7팀이 참가했으며 조당 4팀 또는 3팀씩 2조로 나눠 조별예선을 치른 후 각 조별 1,2위만 4강 토너먼트로 진출했다. 결승전에서 대한민국과 PSMS 메단이 만났는데 대한민국이 7-1 대승을 거두면서 우승을 차지한다.

## 조별 예선

### A조
| 순위 | 팀            | 경기 | 승 | 무 | 패 | 득점 | 실점 | 득실차 | 승점 |
| ---- | ------------- | ---- | -- | -- | -- | ---- | ---- | ------ | ---- |
| 1    | 대한민국      | 3    | 2  | 0  | 1  | 7    | 1    | +6     | 4    |
| 2    | 크메르 공화국 | 3    | 1  | 2  | 0  | 3    | 2    | +1     | 4    |
| 3    | 일본          | 3    | 0  | 2  | 1  | 3    | 6    | -3     | 2    |
| 4    | 말레이시아    | 3    | 0  | 2  | 1  | 3    | 7    | -4     | 2    |

### B조
| 순위 | 팀        | 경기 | 승 | 무 | 패 | 득점 | 실점 | 득실차 | 승점 |
| ---- | --------- | ---- | -- | -- | -- | ---- | ---- | ------ | ---- |
| 1    | PSMS 메단 | 2    | 1  | 1  | 0  | 2    | 1    | +1     | 3    |
| 2    | 미얀마    | 2    | 1  | 0  | 1  | 3    | 3    | 0      | 2    |
| 3    | 태국      | 2    | 0  | 1  | 1  | 1    | 2    | -1     | 1    |

## 토너먼트
|  | 준결승전                | 준결승전  |                         |      | 결승전 | 결승전 |
|  |                         |           |                         |      |        |        |
|  | 5월 18일 - 동대문운동장 |           |                         |      |        |        |
|  |                         |           |                         |      |        |        |
|  | 대한민국                | 3         |                         |      |        |        |
|  | 대한민국                | 3         | 5월 20일 - 동대문운동장 |      |        |        |
|  | 미얀마                  | 0         |                         |      |        |        |
|  | 미얀마                  | 0         | 대한민국                | 7    |        |        |
|  | 5월 18일 - 동대문운동장 |           | 대한민국                | 7    |        |        |
|  |                         | PSMS 메단 | 1                       |      |        |        |
|  | PSMS 메단               | PSMS 메단 | 1                       | 0(3) |        |        |
|  | PSMS 메단               |           |                         | 0(3) |        |        |
|  | 크메르 공화국           | 0(2)      |                         |      |        |        |
|  | 크메르 공화국           | 0(2)      |                         |      |        |        |

## 우승
| 1974년 박대통령컵 쟁탈 아시아축구대회 |
| ------------------------------------- |
| 대한민국                              |
| 대한민국 두 번째 우승                 |

## 최종 순위
| 순위 | 팀            | 경기수 | 승 | 무 | 패 | 득 | 실 | 득실차 | 승점 |
| ---- | ------------- | ------ | -- | -- | -- | -- | -- | ------ | ---- |
| 1    | 대한민국      | 5      | 4  | 0  | 1  | 17 | 2  | +15    | 8    |
| 2    | PSMS 메단     | 4      | 1  | 2  | 1  | 3  | 8  | -5     | 4    |
| 3    | 미얀마        | 4      | 2  | 0  | 2  | 9  | 6  | +3     | 4    |
| 4    | 크메르 공화국 | 5      | 1  | 3  | 1  | 3  | 8  | -5     | 6    |
| 5    | 일본          | 3      | 0  | 2  | 1  | 3  | 6  | -3     | 2    |
| 6    | 말레이시아    | 3      | 0  | 2  | 1  | 3  | 7  | -4     | 2    |
| 7    | 태국          | 2      | 0  | 1  | 1  | 1  | 2  | -1     | 1    |

- 4강 진출 팀은 결승전 및 3, 4위전의 경기 결과에 따라 순위를 결정한다.
- 8강 이하의 단계에서 탈락한 팀은 전체 승점과 골득실을 비교하여 순위를 결정하되, 아래와 같이 결정한다.
  - 8강에서 탈락한 팀의 순위는 최고 5위에서 최저 8위이다.
  - 16강에서 탈락한 팀의 순위는 최고 9위에서 최저 16위이다.
  - 32강에서 탈락한 팀의 순위는 최고 17위에서 최저 32위이다.
  - 연장전으로 끝난 경기는 연장전에서 승리한 팀의 승리로 기록되며, 연장전에 의한 득점은 총 득점에 삽입한다.
  - 승부차기로 끝난 경기는 무승부에 포함되며, 승부차기에 의한 득점은 총 득점에 산입하지 않는다.

## 같이 보기
- 코리아컵 국제축구대회
- 대한민국 축구 국가대표팀 경기 결과